# Sesso? Fai da te!
Sesso? Fai da te! è il terzo libro umoristico di Giobbe Covatta, edito per la prima volta a Milano nel 1996 dalla casa editrice Zelig Editore.

## Trama
Il libro descrive in chiave umoristica tutte le tappe dalla sessualità, dall'educazione sessuale all'atteggiamento della Chiesa, agli aspetti anatomici dei genitali maschili e femminili (naturalmente secondo lo stile di Giobbe Covatta, per cui i seni vengono chiamati "zizze" ed il pene "pistolino"), alle tecniche di seduzione ed innamoramento, fino ad arrivare agli aspetti di contorno come le eventuali perversioni e malattie a trasmissione sessuale.

## Edizioni
- Giobbe Covatta, Sesso? Fai da te!, Zelig Editore, 1999, ISBN 88-86471-23-8.